# Coupes de Pâques 2015
Navigation
Édition précédente Édition suivante
Les Coupes de Pâques 2015 sont la 48e édition de l'épreuve et la 1re manche du Blancpain Sprint Series 2015. Elles ont été remportées le 6 avril 2015 par la BMW no 77 de Maxime Martin et Dirk Müller.
En plus d'accueillir le Blancpain Sprint Series, elles reçoivent le GT4 European Series, le Championnat de France de Supertourisme, la Renault Clio Cup France, la Mitjet 2L et la Twin'Cup.

## Circuit

Le Circuit Paul Armagnac, cadre des Coupes de Pâques 2015.

Les Coupes de Pâques 2015 se déroulent sur le Circuit Paul Armagnac dans le Gers. Il est caractérisé par ses nombreux virages variés, qui en font un tracé technique. Il comporte également une ligne droite de plus de 900 mètres, la « ligne droite de l'aérodrome », lieu de nombreux dépassements. Ce circuit est célèbre car il a accueilli à deux reprises le Grand Prix moto de France.

## Blancpain Sprint Series

### Engagés

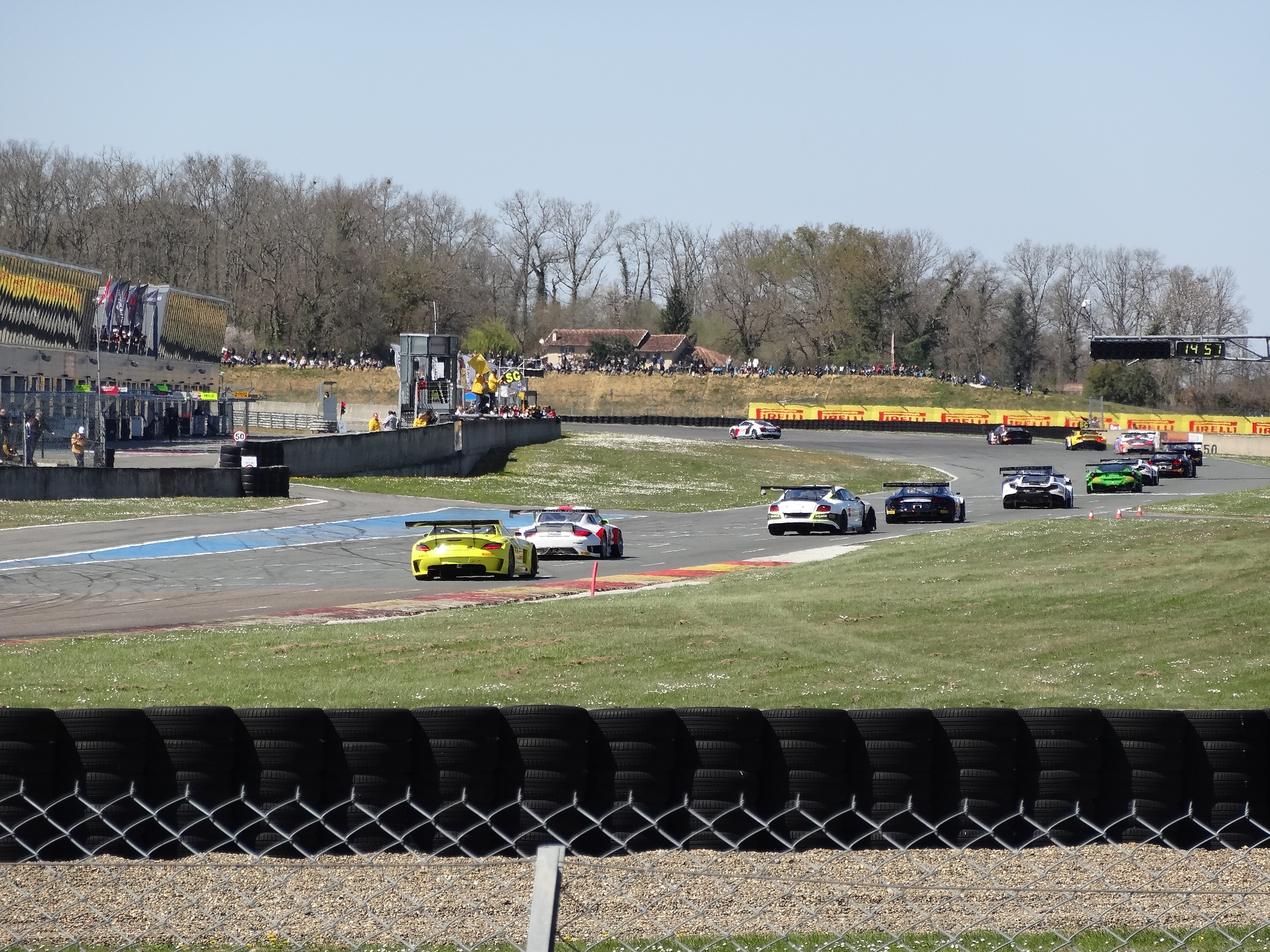
La Blancpain Sprint Series 2015 lors de la course qualificative, le 5 avril 2015.

| Équipe                     | Voiture                            | No. | Pilotes                    | Classe |
| -------------------------- | ---------------------------------- | --- | -------------------------- | ------ |
| BMW Team Brasil            | BMW Z4 GT3                         | 0   | Ricardo Sperafico          | P      |
| BMW Team Brasil            | BMW Z4 GT3                         | 0   | Rodrigo Sperafico          | P      |
| BMW Team Brasil            | BMW Z4 GT3                         | 0   | Cacá Bueno                 | P      |
| BMW Team Brasil            | BMW Z4 GT3                         | 0   | Sérgio Jimenez             | P      |
| BMW Team Brasil            | BMW Z4 GT3                         | 77  | Maxime Martin              | P      |
| BMW Team Brasil            | BMW Z4 GT3                         | 77  | Dirk Müller                | P      |
| BMW Team Brasil            | BMW Z4 GT3                         | 77  | Valdeno Brito              | P      |
| BMW Team Brasil            | BMW Z4 GT3                         | 77  | Átila Abreu                | P      |
| Belgian Audi Club Team WRT | Audi R8 LMS ultra                  | 1   | Robin Frijns               | P      |
| Belgian Audi Club Team WRT | Audi R8 LMS ultra                  | 1   | Laurens Vanthoor           | P      |
| Belgian Audi Club Team WRT | Audi R8 LMS ultra                  | 2   | Enzo Ide                   | P      |
| Belgian Audi Club Team WRT | Audi R8 LMS ultra                  | 2   | Christopher Mies           | P      |
| Belgian Audi Club Team WRT | Audi R8 LMS ultra                  | 3   | Stéphane Ortelli           | P      |
| Belgian Audi Club Team WRT | Audi R8 LMS ultra                  | 3   | Stéphane Richelmi          | P      |
| Belgian Audi Club Team WRT | Audi R8 LMS ultra                  | 4   | James Nash                 | P      |
| Belgian Audi Club Team WRT | Audi R8 LMS ultra                  | 4   | Frank Stippler             | P      |
| Team Phoenix               | Audi R8 LMS ultra                  | 6   | Nikolaus Mayr-Melnhof      | P      |
| Team Phoenix               | Audi R8 LMS ultra                  | 6   | Markus Winkelhock          | P      |
| Attempto Racing            | McLaren 650S GT3                   | 54  | Yoshiharu Mori             | PA     |
| Attempto Racing            | McLaren 650S GT3                   | 54  | Philipp Wlazik             | PA     |
| Attempto Racing            | McLaren 650S GT3                   | 55  | Rob Bell                   | P      |
| Attempto Racing            | McLaren 650S GT3                   | 55  | Kévin Estre                | P      |
| GT Russian Team            | Mercedes-Benz SLS AMG GT3          | 70  | Aleksey Karachev           | PA     |
| GT Russian Team            | Mercedes-Benz SLS AMG GT3          | 70  | Bernd Schneider            | PA     |
| GT Russian Team            | Mercedes-Benz SLS AMG GT3          | 71  | Aleksey Vasilyev           | PA     |
| GT Russian Team            | Mercedes-Benz SLS AMG GT3          | 71  | Christophe Bouchut         | PA     |
| GT Russian Team            | Mercedes-Benz SLS AMG GT3          | 71  | Marko Asmer                | PA     |
| MRS GT-Racing              | Nissan GT-R Nismo GT3              | 73  | Craig Dolby                | P      |
| MRS GT-Racing              | Nissan GT-R Nismo GT3              | 73  | Sean Walkinshaw            | P      |
| ISR                        | Audi R8 LMS ultra                  | 74  | Anders Fjordbach           | S      |
| ISR                        | Audi R8 LMS ultra                  | 74  | Thomas Fjordbach           | S      |
| ISR                        | Audi R8 LMS ultra                  | 75  | Marco Bonanomi             | P      |
| ISR                        | Audi R8 LMS ultra                  | 75  | Filip Salaquarda           | P      |
| Bentley Team HTP           | Bentley Continental GT3            | 84  | Vincent Abril              | P      |
| Bentley Team HTP           | Bentley Continental GT3            | 84  | Maximilian Buhk            | P      |
| Bentley Team HTP           | Bentley Continental GT3            | 85  | Olivier Lombard            | S      |
| Bentley Team HTP           | Bentley Continental GT3            | 85  | Jules Szymkowiak           | S      |
| Reiter Engineering         | Lamborghini Gallardo LP 560-4 R-EX | 88  | Nick Catsburg              | P      |
| Reiter Engineering         | Lamborghini Gallardo LP 560-4 R-EX | 88  | Albert von Thurn und Taxis | P      |
| Rinaldi Racing             | Ferrari 458 Italia GT3             | 333 | Marco Seefried             | P      |
| Rinaldi Racing             | Ferrari 458 Italia GT3             | 333 | Norbert Siedler (en)       | P      |
| Fach Auto Tech             | Porsche 911 GT3 R (997)            | 911 | Martin Ragginger (de)      | PA     |
| Fach Auto Tech             | Porsche 911 GT3 R (997)            | 911 | Marcel Wagner              | PA     |

| Icône | Classe        |
| ----- | ------------- |
| P     | Pro           |
| PA    | Pro-Am Trophy |
| S     | Silver Cup    |

### Résultats
Voici le classement officiel au terme de la course.
- Les vainqueurs de chaque catégorie sont inscrits en gras.

| Pos. | no  | Pilotes                                  | Équipe                     | Voiture                            | Tours | Temps/Abandon                               | Classe |
| ---- | --- | ---------------------------------------- | -------------------------- | ---------------------------------- | ----- | ------------------------------------------- | ------ |
| 1    | 77  | Maxime Martin Dirk Müller                | BMW Team Brasil            | BMW Z4 GT3                         | 41    | 1 h 01 min 09 s 932                         | P      |
| 2    | 3   | Stéphane Ortelli Stéphane Richelmi       | Belgian Audi Club Team WRT | Audi R8 LMS ultra                  | 41    | 1 h 01 min 10 s 300                         | P      |
| 3    | 2   | Christopher Mies Enzo Ide                | Belgian Audi Club Team WRT | Audi R8 LMS ultra                  | 41    | 1 h 01 min 18 s 254                         | P      |
| 4    | 84  | Vincent Abril Maximilian Buhk            | Bentley Team HTP           | Bentley Continental GT3            | 41    | 1 h 01 min 30 s 730                         | P      |
| 5    | 333 | Marco Seefried Norbert Siedler (en)      | Rinaldi Racing             | Ferrari 458 Italia GT3             | 41    | 1 h 01 min 33 s 698                         | P      |
| 6    | 4   | James Nash Frank Stippler                | Belgian Audi Club Team WRT | Audi R8 LMS ultra                  | 41    | 1 h 01 min 56 s 704                         | P      |
| 7    | 75  | Marco Bonanomi Filip Salaquarda          | ISR                        | Audi R8 LMS ultra                  | 41    | 1 h 02 min 00 s 120                         | P      |
| 8    | 6   | Nikolaus Mayr-Melnhof Markus Winkelhock  | Team Phoenix               | Audi R8 LMS ultra                  | 41    | 1 h 02 min 00 s 788                         | P      |
| 9    | 71  | Aleksey Vasilyev Christophe Bouchut      | GT Russian Team            | Mercedes-Benz SLS AMG GT3          | 41    | 1 h 02 min 08 s 973                         | PA     |
| 10   | 70  | Bernd Schneider Aleksey Karachev         | GT Russian Team            | Mercedes-Benz SLS AMG GT3          | 41    | 1 h 02 min 19 s 448                         | PA     |
| 11   | 74  | Anders Fjordbach Thomas Fjordbach        | ISR                        | Audi R8 LMS ultra                  | 41    | 1 h 02 min 19 s 599                         | S      |
| 12   | 55  | Rob Bell Kévin Estre                     | Attempto Racing            | McLaren 650S GT3                   | 41    | 1 h 02 min 20 s 776                         | P      |
| 13   | 83  | Olivier Lombard Jules Szymkowiak         | Bentley Team HTP           | Bentley Continental GT3            | 41    | 1 h 02 min 22 s 939                         | S      |
| 14   | 73  | Sean Walkinshaw Craig Dolby              | MRS GT-Racing              | Nissan GT-R Nismo GT3              | 41    | 1 h 02 min 25 s 393                         | P      |
| 15   | 911 | Marcel Wagner Martin Ragginger (de)      | Fach Auto Tech             | Porsche 911 GT3 R (997)            | 41    | 1 h 02 min 26 s 221                         | PA     |
| 16   | 88  | Albert von Thurn und Taxis Nick Catsburg | Reiter Engineering         | Lamborghini Gallardo LP 560-4 R-EX | 41    | 1 h 02 min 26 s 674                         | P      |
| 17   | 0   | Ricardo Sperafico Rodrigo Sperafico      | BMW Team Brasil            | BMW Z4 GT3                         | 41    | 1 h 02 min 47 s 672 (dont 30 s de pénalité) | P      |
| Abd. | 54  | Philipp Wlazik Yoshiharu Mori            | Attempto Racing            | McLaren 650S GT3                   | 33    | 52 min 53 s 420                             | PA     |

### Pole position et record du tour
- Pole position :  Stéphane Ortelli /  Stéphane Richelmi (Belgian Audi Club Team WRT) en 1 min 24 s 732 (154,5 km/h)[3].
- Meilleur tour en course :  Stéphane Ortelli (Belgian Audi Club Team WRT) en 1 min 26 s 982 (150,5 km/h) au 24e tour[2].